# Юссеф Мсакні
Юссеф Мсакні (араб. يوسف المساكني; нар. 28 жовтня 1990, м. Туніс, Туніс) — туніський футболіст, що нині грає за катарський футбольний клуб «Ад-Духаїль» та за національну збірну Тунісу. Виступає на правах оренди за «Аль-Арабі» (Доха).

## Титули і досягнення
- Чемпіон Тунісу (4):

«Есперанс»: 2008-09, 2009-10, 2010-11, 2011-12
- Чемпіон Катару (5):

«Ад-Духаїль»: 2013-14, 2014-15, 2016-17, 2017-18, 2019-20
- Володар Кубка Тунісу (2):

«Есперанс»: 2007-08, 2010-11
- Володар Кубка Еміра Катару (3):

«Ад-Духаїль»: 2016, 2018
«Аль-Арабі»: 2023
- Володар Кубка наслідного принца Катару (3):

«Ад-Духаїль»: 2013, 2015, 2018
- Володар Кубка шейха Яссіма (2):

«Ад-Духаїль»: 2015, 2016
- Переможець Ліги чемпіонів КАФ (1):

«Есперанс»: 2011
- Володар Кубка арабських чемпіонів (1):

«Есперанс»: 2008-09
Збірні
- Переможець Чемпіонату африканських націй: 2011